# 압둘라 빈 칼리파 스타디움
압둘라 빈 칼리파 스타디움(아랍어: ملعب عبد الله بن خليفة, 영어: Abdullah bin Khalifa Stadium) 또는 두하일 스타디움(아랍어:  ملعب نادي الدحيل الرياضي, 영어: Duhail Stadium)은 카타르 도하에 있는 축구 경기장이다. 2011년에 착공하여 2013년에 개장했으며, 수용 인원은 9,000명이다.